# Myriam Da Silva
Pour les articles homonymes, voir Silva.
Myriam Da Silva Rondeau est une boxeuse canadienne née le 15 avril 1984 à Chambly.

## Carrière
Myriam Da Silva évolue dans la catégorie des poids welters et remporte la médaille d'argent aux Jeux panaméricains de Lima en 2019.